# پگی ویتسون
پگی آنت ویتسون (به انگلیسی: Peggy Annette Whitson) متولد ۱۹۶۰ ایالت آیووا، پژوهشگر و فضانورد آمریکایی است. او در میان فضانوردان آمریکایی فضانوردی صاحب رکورد بیشترین مدت اقامت در خارج از جو زمین است.

## زندگی‌نامه
ویتستون در ماونت ایر، آیووا به دنیا آمد و در مزرعه ای خارج از شهر، واقع در بیکونسفیلد، آیووا بزرگ شد. وی در دبیرستان مونت آیر کومونیتی در سال ۱۹۷۸ فارغ‌التحصیل شد. او موفق شد تا در سال ۱۹۸۱ از دانشگاه آیوا وسلیان لیسانس خود را در رشته‌های بیولوژی و شیمی دریافت کند. وی در سال ۱۹۸۵ میلادی، موفق به دریافت درجه دکترا از دانشگاه رایس در رشته بیوشیمی شد.
خانم ویتنی که سابقه‌ای بسیار درخشان در ناسا دارد تا کنون در ماموریت‌های بسیاری شرکت کرده، و در ISS Expedition-16 فرمانده ایستگاه بین‌المللی فضایی بوده‌است.
ویتسون با ۶۶۵ روز در فضا، با سابقه‌ترین فضانورد ناسا است.

## صاحب رکورد
پگی ویتسون با بازگشت به زمین، در سوم سپتامبر ۲۰۱۷ در میان فضانوردان آمریکایی صاحب رکورد بیشترین مدت اقامت در خارج از اتمسفر زمین است. وی در سه مأموریت جداگانه به مدت ۶۶۵ روز در فضا زندگی کرده‌است. فضانورد روسی به نام گنادی پادالکا با ۸۷۹ روز اقامت در فضا صاحب رکورد جهانی است.

## فرمانده ایستگاه فضایی
ویتسون در نوامبر ۲۰۱۶ سومین و آخرین مأموریت خود در ایستگاه فضایی بین‌المللی آغاز کرد؛ و فرمانده این ایستگاه را برعهده گرفت و به این ترتیب نام خود را به عنوان اولین زنی که دو بار فرمانده ایستگاه فضایی بوده ثبت کرد. ویتسون در سن ۵۷ سالگی همچنین مسن‌ترین زنی است که تاکنون به فضا رفته‌است.

## فعالیت‌های تحقیقاتی
بدنبال حضورش در دانشگاه رایس، او در مرکز فضایی جانسون واقع در هوستون به عنوان عضو هیئت تحریریه پژوهشگاه ملی تحقیقات شروع به کار کرد. از آوریل ۱۹۸۸ تا سپتامبر ۱۹۸۹، ویتستون در مقام سرپرست گروه تحقیقاتی بیوشیمی در KRUG (یک شرکت پیمانکاری پزشکی واقع در مرکز فضایی جانسون) خدمت کرده‌است.

## مدال‌ها و افتخارات ملی و علمی
| - NASA Outstanding Leadership Medal (2006) - NASA Space Flight Medal (2002) - Patents awarded (1997, 1998) - Group Achievement Award for Shuttle-Mir Program (1996) - American Astronautical Society Randolph Lovelace II Award (1995) - NASA Tech Brief Award (1995) - NASA Space Act Board Award (1995, 1998) - NASA Silver Snoopy Award (1995) - NASA Exceptional Service Medal (1995, 2003, 2006) - NASA Space Act Award for Patent Application | - NASA Outstanding Leadership Medal (2006) - NASA Space Flight Medal (2002) - Patents awarded (1997, 1998) - Group Achievement Award for Shuttle-Mir Program (1996) - American Astronautical Society Randolph Lovelace II Award (1995) - NASA Tech Brief Award (1995) - NASA Space Act Board Award (1995, 1998) - NASA Silver Snoopy Award (1995) - NASA Exceptional Service Medal (1995, 2003, 2006) - NASA Space Act Award for Patent Application | - NASA Outstanding Leadership Medal (2006) - NASA Space Flight Medal (2002) - Patents awarded (1997, 1998) - Group Achievement Award for Shuttle-Mir Program (1996) - American Astronautical Society Randolph Lovelace II Award (1995) - NASA Tech Brief Award (1995) - NASA Space Act Board Award (1995, 1998) - NASA Silver Snoopy Award (1995) - NASA Exceptional Service Medal (1995, 2003, 2006) - NASA Space Act Award for Patent Application | - NASA Certificate of Commendation (1994) - NASA Sustained Superior Performance Award (1990) - Krug International Merit Award (1989) - NASA-JSC National Research Council Resident Research Associate (1986-1988) - Robert A. Welch Postdoctoral Fellowship (1985-1986) - Robert A. Welch Predoctoral Fellowship (1982-1985) - Summa Cum Laude from Iowa Wesleyan College (1981) - President's Honor Roll (1978-81) - Orange van Calhoun Scholarship (1980) - State of Iowa Scholar (1979) - Academic Excellence Award (1978) |

## جستارهای مربوطه
- زنان فضانورد